# جيري وينتراوب
جيري وينتراوب (بالإنجليزية: Jerry Weintraub)‏ هو منتج أفلام ووكيل مواهب ومدير مواهب ومنتج تلفزيوني وممثل أمريكي، ولد في 26 سبتمبر 1937 ببروكلين في الولايات المتحدة، وتوفي في 6 يوليو 2015 بسانتا باربارا في الولايات المتحدة بسبب نوبة قلبية.

## أعمال

### أفلام
- (1977) يا إلهي!
- (1984) فتى الكاراتيه[8][9][10]
- (1986) فتى الكاراتيه الجزء الثاني[11][12][13]
- (1989) فتى الكاراتيه الجزء الثالث[14][15]
- (1994) الاختصاصي[16]
- (1994) ذا نيكست كاراتيه كيد[17][18]
- (1997) عطلة فيغاس[19][20]
- (2001) أوشن 11[21]
- (2002) اعترافات عقلية خطيرة[22]
- (2004) أوشن 12[23]
- (2007) أوشن 13[24]
- (2007) نانسي درو
- (2010) فتى الكاراتيه[25][26][27][28][29]
- (2016) أسطورة طرزان[30][31]

### مسلسلات
- وست وورلد

## وصلات خارجية
- جيري وينتراوب على موقع IMDb (الإنجليزية)
- جيري وينتراوب على موقع ألو سيني (الفرنسية)
- جيري وينتراوب على موقع ميوزك برينز (الإنجليزية)
- جيري وينتراوب على موقع أول موفي (الإنجليزية)
- جيري وينتراوب على موقع قاعدة بيانات برودواي على الإنترنت (الإنجليزية)
- جيري وينتراوب على موقع قاعدة بيانات الأفلام السويدية (السويدية)
- جيري وينتراوب على موقع إن إن دي بي (الإنجليزية)
- جيري وينتراوب على موقع ديسكوغز (الإنجليزية)
- جيري وينتراوب على موقع قاعدة بيانات الفيلم (الإنجليزية)
- جيري وينتراوب على موقع كينوبويسك (الروسية)